# Леденёв, Алексей Сергеевич
Алексей Сергеевич Леденёв (род. 4 июля 1984, Тюмень) — российский дзюдоист, призёр первенств Европы среди молодёжи, чемпион России 2007 года, призёр этапов Кубка мира, мастер спорта России международного класса. Выступал в полутяжёлой весовой категории (до 100 кг). Победитель шоу «Танцы со звёздами» сезона 2010 года в паре с Анастасией Стоцкой.

## Биография
Женат, четверо детей. В 2000—2012 годах был членом национальной сборной России по дзюдо и самбо. Занимается фехтованием на бамбуковых мечах кэндо. С 2005 по 2012 год проходил службу в Министерстве внутренних дел РФ. Вышел в запас в звании старшего лейтенанта. Бизнесмен.

## Спортивные результаты
- Первенство России по дзюдо среди молодёжи 2002 года — ;
- Первенство России по дзюдо среди молодёжи 2004 года — ;
- Первенство Европы по дзюдо среди молодёжи 2004 года — ;
- Первенство Европы по дзюдо среди молодёжи 2005 года — ;
- Первенство России по дзюдо среди молодёжи 2005 года — ;
- Первенство России по дзюдо среди молодёжи 2006 года — ;
- Чемпионат России по дзюдо 2007 года — .